# 第一滝本館
第一滝本館（だいいちたきもとかん、英: Dai-ichi Takimotokan）は、北海道登別市の登別温泉にある旅館、並びにそれを運営する企業（株式会社第一滝本館）。

## 概要
創業者である滝本金蔵が皮膚病を患う妻のため、江戸時代後期に湯小屋を設置したことをルーツとする登別温泉の老舗温泉旅館。現在営業している北海道内の宿泊施設の中で最も歴史があると言われている。

観光経済新聞社主催の『人気温泉旅館250選』による5つ星の宿に認定されており、BIGLOBE主催の『みんなで選ぶ温泉大賞』では毎年上位にランクインしているほか、『ミシュラン・グリーンガイド・ジャポン』改訂第2版による1つ星観光地になっているなど、北海道内有数の温泉旅館である。

日本で最大級となる1500坪の広さを持つ温泉大浴場は自家源泉を含む豊富な湯量を誇り、男女合わせて35の温泉浴槽ではすべて源泉かけ流しの温泉を堪能できます。また、温泉大浴場とプールは日帰りでの利用も可能です。さらに登別温泉では唯一となる名所「地獄谷」を望む露天風呂（男性のみ）があり、露天酒も楽しめます。

館内には2つのレストランのほか、日帰りでの利用も可能なそば処「いでゆそば」とラーメン「たけろくらーめん」のほか、2024年12月にオープンしたカフェ「観音山フルーツパーラー登別」があります。「いでゆそば」では蕎麦ととも楽しめる親子丼のほか、すき焼きなども楽しめます。「たけろくらーめん」ではむつみ屋の創業者「竹麓輔（たけろくすけ）」が監修した札幌味噌や塩、濃厚な焦がし煮干醤油らーめんのほか、つけ麺も揃います。「観音山フルーツパーラー登別」では、果物農家が厳選したフルーツパフェのほか、コーヒー、ホットケーキなどをお楽しみ頂けます。

2025年1月には新客室「MANGA ROOM」を設置。北海道が舞台の漫画や北海道にゆかりのある作家による漫画を客室に約400冊設置。滞在中に客室で漫画を存分に読むことができます。

## 温泉
第一滝本館で楽しめる温泉の泉質は5つあり、豊富な湯量を元にすべてかけ流しで楽しめます。、1,500坪の大浴場からは「地獄谷」を眺めることができる。男女合わせて35ある湯舟を湯守が毎日手作業で清掃している。
【第一滝本館の泉質】
- 硫黄泉—含硫黄—アルミニウム—硫酸塩・塩化物温泉（酸性）
- 芒硝泉—ナトリウム—硫酸塩・塩化物温泉（酸性・含鉄（II、III））
- 酸性緑ばん泉—単純温泉（ 酸性・含硫黄）
- 食塩泉-塩化物温泉（ナトリウム・カルシウム）
- 重曹泉—塩化物・炭酸水素塩温泉（ナトリウム・カルシウム・マグネシウム）

## 沿革
- 1858年（安政5年）：滝本金蔵渡道。長万部に入植、その後幌別村に転入し登別村へ[9]。
- 1881年（明治14年）：滝本金蔵、温泉開発のため、私費で紅葉谷の上を通る新道を開削[9]。
- 1888年（明治21年）：平屋の一部を2階建てに改築し、「湯もとの滝本」と命名[9]。
- 1889年（明治22年）：湯宿を増築し、初めて内湯を設置[9]。
- 1890年（明治23年）：前年に引き続き湯宿を増築、初めて内湯を設ける[9]。
- 1898年（明治31年）：湯客用の外湯を設ける。「銭湯」の始め。[9]。
- 1899年（明治32年）：滝本金蔵逝去。後継者に滝本金之助、金蔵を襲名[9]。
- 1900年（明治33年）：本館及び内湯を増築し、初めて「滝本館」と看板を立てる[9]。
- 1902年（明治35年）：滝本金之助逝去[9]。
- 1903年（明治36年）：石山旅館と岡本旅館を買収し「第二滝本館」とする。本館「滝本館」を「第一滝本館」と改める（滝本濱経営）[9]。
- 1904年（明治37年）：滝本佐多逝去[9]。
- 1913年（大正2年）：滝本家の財産利権の一切を栗林合名会社（温泉部・現在の栗林商会や栗林商船）に譲渡[9][10]。
- 1927年（昭和2年）：栗林五朔逝去。南外吉が第一滝本館を譲り受ける[9]。
- 1928年（昭和3年）：第一新館（3階建て24室）、浴場の増築工事開始[9]。
- 1933年（昭和8年）：浴場（ラジウム泉等）増築、1月開場。[9]。
- 1938年（昭和13年）：第八新館地下に大浴場（東洋一規模）が完成。伊豆・見高温泉滝本開館（1955年閉館）[9]。
- 1939年（昭和14年）：南外吉逝去。後継代表者南清吉となる[9]。
- 1944年（昭和19年）：南清吉逝去。後継代表者南邦夫となる[9]。
- 1946年（昭和21年）：第一滝本館初の湯祭りを開催[9]。
- 1952年（昭和27年）：「株式会社滝本館」設立。故金之助の妻濱逝去[9]。
- 1960年（昭和35年）：高松宮殿下洋館に宿泊[9]。
- 1962年（昭和37年）：新浴場第一期増築[9]。
- 1964年（昭和39年）：ニセコ滝本開館（1971年閉館）。滝本別館開館（1979年休業）[9]。
- 1966年（昭和41年）：新東館開館、新浴場第二期増築[9]。
- 1971年（昭和46年）：新西館開館[9]。
- 1973年（昭和48年）：南邦夫逝去。南太郎代表取締役に就任[9]。
- 1977年（昭和52年）：滝本イン開館（現・adex inn）[9]。
- 1978年（昭和53年）：新南館開館[9]。
- 1986年（昭和61年）：新大浴場開場[9]。
- 1989年（平成元年）：旧大浴場を主厨房に改築。宴会場棟・佳水館開館[9]。
- 1998年（平成10年）：バイキングレストランオープン[9]。
- 1999年（平成11年）：滝本のホームページを開設[9]。
- 2003年（平成15年）：男女露天風呂浴槽増設[9]。
- 2014年（平成26年）：南智子代表取締役に就任。南太郎取締役会長に就任[9]。
- 2015年（平成27年）：ビュッフェダイニング「原始林・雪国」、5月リニューアルオープン[9]。
- 2018年（平成30年）：東館耐震改修工事、7月リニューアルオープン[9]。
- 2019年（令和元年）：南館耐震改修工事、7月リニューアルオープン。団体様用ロビーラウンジ8月新設[9]。
- 2020年（令和2年）：西館耐震改修工事、7月リニューアルオープン[9]。
- 露天風呂付特別室「プレミアム【西館特別室（温泉露天風呂付）】」新設
- 2023年（令和5年）：大金棒のからくり演奏終了。大浴場棟「からくり大金棒ギャラリー」にからくり人形を展示
- 2024年（令和6年）：本館に新客室「本館和室リビング付客室」誕生
- 2024年（令和6年）：姉妹館「滝本イン」が全室を改装のうえ「adex inn」としてリニューアルオープン
- ロビーに焼きたてパンとカフェ「adex cafe」も同時オープン
- 2024年（令和6年）：ラウンジ「はまなす」が「観音山フルーツパーラー登別」としてリニューアルオープン
- 2025年 (令和7年) ：南館の客室に登別温泉で初となる漫画を備えた客室「MANGA ROOM」誕生

## 施設
本館
- 特別室（プレミアム） (78 m²)
- 準特別室（プレミアム） (78 m²)
- 本館和室リビング付（デラックス）（44 m²)
- 和室（デラックス） (40 m²、44 m²)

南館
- 特別室（プレミアム） (53 m²)
- MANGA ROOM（スーペリア）(26 m²)
- 和室（スーペリア） (26 m²)
- 洋室ツイン（スーペリア）(26 m²)
- 洋室トリプル（スーペリア） (26 m²)
- 大部屋（スタンダード） (53 m²)
- 和室（スタンダード） (26 m²)
- ツイン（スタンダード） (26 m²)

東館
- わんちゃんスイート（プレミアム） (80 m²)
- わんちゃんツイン（スーペリア） (32 m²)
- 和洋室（スーペリア） (38 m²)
- 和室（スーペリア） (32 m²)
- ツイン（スーペリア） (32 m²)
- ダブル（スーペリア） (19 m²)

西館
- 西館コーナー特別室 温泉露天風呂付（プレミアム）(61 m²)
- 西館特別室 温泉露天風呂付（プレミアム）(61 m²)
- 和室（スタンダード） (26 m²、34 m²)
- バリアフリー（スタンダード） (61 m²)

温泉大浴場

＜ご利用時間＞

宿　　泊　 4:00～25:00

日帰り温泉 9:00～20:00

- 癒しの湯
- 金蔵の湯
- 熱の湯
- 女性露天風呂
- 女性庭園風呂
- 男性露天風呂
- 傷の湯
- 美肌の湯
- 美人の湯
- 鬼の湯（ひのき風呂）
- 万病の湯
- かけ湯
- 滝の湯
- 気泡風呂
- 寝湯
- サウナ風呂
- 蒸気風呂
- 歩行浴

プール

＜ご利用時間＞

宿　　泊　 8:00～22:00

日帰り温泉 9:00～20:00

- 温水プール（25 m）
- ちびっこプール（深さ50 cm）
- ウォータースライダー
- ジャグジー

レストラン
- ビュッフェダイニング「原始林／雪国」（朝食/夕食　宿泊者のみ）
- お食事処「湯の里」（朝食/夕食　宿泊者のみ）
- カフェ「観音山フルーツパーラー登別」（営業時間 9:00～12:00/14:00～17:00）
- そば処「いでゆそば」（11:30～14:00/18:00～24:00　定休日あり）
- ラーメン「たけろくらーめん」（11:30～14:30/19:00～24:00　定休日あり）

宴会場
- 佳水館
  - 松（130畳、最大80名、舞台付き）
  - 桜（130畳、最大80名、舞台付き）
  - 杉（58.5畳 最大44名）
  - 椿（65畳 最大44名）
  - 竹（58.5畳、最大38名、舞台付き）
  - 菊（58.5畳、最大38名、舞台付き）
  - 梅（52畳、最大34名、舞台付き）
  - 萩（52畳、最大34名、舞台付き）
  - あじさい（24畳 最大12名）
  - もくれん（24畳 最大12名）
  - くろゆり（掘り炬燵式、最大16名）
  - あやめ（掘り炬燵式、最大16名）
- 本館
  - いでゆ（450 m²、最大240名、舞台付き）

会議室
- あかしや（8.5 m×6.8 m）
- らいらっく（8.5 m×6.8 m）

その他
- 大金棒（高さ9 m、重さ10 tあり、定時になるとからくりが開く[8]）2023年4月10日でからくりの運用終了
- おみやげ処「湯の街」
- エステルーム
- 飲泉処ゆのか
- カラオケ&ダンス「鬼囃子」
- ピアノサロン「Misty」
- スナック「ドリーム」
- ゲームコーナー
- 卓球

## アクセス
- 新千歳空港から車で約1時間
- 札幌市中心部から車で約2時間
- 道南バス「滝本前」バス停から徒歩約5分